# Oakfield (Iowa)
Pour les articles homonymes, voir Oakfield.
Oakfield est une communauté non constituée en municipalité, du comté d'Audubon en Iowa, aux États-Unis. Oakfield est également une ville fantôme.
Le bureau de poste est inauguré en 1858 et fermé en 1881.

## Source de la traduction
- (en) Cet article est partiellement ou en totalité issu de l’article de Wikipédia en anglais intitulé « Oakfield, Iowa » (voir la liste des auteurs).